# Marylyn Tan
Marylyn Tan (* 1993) ist eine singapurische Schriftstellerin und Künstlerin.

## Leben
Tan studierte Linguistik an der Nanyang Technological University (NTU) in Singapur und arbeitet als Vertragslehrplan-Autorin. Ihre ersten Schritte in der Poesie machte sie in der Spoken-Word-Szene, wo sie ab 2013 auftrat und schnell Aufmerksamkeit erlangte. Tan lebt und arbeitet in Singapur, wo sie sich aktiv für die LGBTQIA+-Gemeinschaft einsetzt.

## Wirken
Tan ist für ihre experimentelle und subversive Lyrik bekannt, die gesellschaftliche Themen wie weibliche Sexualität thematisiert. Ihr Debüt-Gedichtband Gaze Back (2018) wurde von Kritikern als „Fanfare für die Rückeroberung von Geschlecht und Sprache“ gelobt. Mit diesem Werk wurde sie 2020 zur ersten Frau, welche den Singapore Literature Prize für englische Poesie gewann. Gaze Back wurde auch für die Lambda Literary Awards in den Vereinigten Staaten nominiert, einer renommierten Auszeichnung für LGBTQIA+-Literatur.
Tan nutzt ihre Poesie für die Herausforderung bestehender Normen und für das Angebot einer unzensierten, selbstbestimmten Perspektive auf Queerness und Sexualität. Sie betont die Wichtigkeit von Literatur als Mittel zur Veränderung gesellschaftlicher Ansichten, insbesondere in einem Umfeld, in dem andere Medien stärker zensiert werden.
Neben ihrer schriftstellerischen Tätigkeit gründete sie das interdisziplinäre Künstlerkollektiv Dis/Content, das verschiedene Kunstformen vereint und neue Wege der künstlerischen Ausdrucksweise betrachtet.